# Крайстчерч
Кра́йстчерч (англ. Christchurch, маори Ōtautahi) — город на Южном острове Новой Зеландии. Административный центр региона Кентербери. Название переводится с английского как «церковь Христа».
Название города на языке маори Те Фенуа О Те Потики-Таутахи (маори Te Whenua o Te Potiki-Tautahi), однако сокращённое название Отаутахи (маори Ōtautahi) гораздо более распространено.

## История
По данным археологов, первыми людьми в этой местности стали охотники на моа, прибывшие сюда в поисках постепенно исчезающей добычи в XIII веке. Эти первопоселенцы, имени которых история не сохранила, были уничтожены в XVI веке маорийским иви вайтаха, мигрировавшим с Северного острова. В ходе дальнейших межплеменных войн вайтаха были уничтожены иви нгати-мамое, а те, в свою очередь, нгаи-таху, которые и владели территорией на момент прибытия первых белых поселенцев в 1840 году.
Поселение, основанное китобоями из Сиднея в 1840 году, носило сезонный характер и использовалось для отдыха команд китобойных судов.
В 1848 году в Лондоне была основана Кентерберийская ассоциация под председательством архиепископа Кентерберийского Джона Самнера, целью которой было основание англиканской колонии на Южном острове Новой Зеландии. 27 марта того же года было выбрано название будущего поселения — Крайстчёрч. Этот день и считается официальной датой основания города, хотя в реальности первый из четырёх кораблей с колонистами бросил якорь в городской бухте только 16 декабря 1850 года. Всего корабли привезли из Англии 792 переселенца.
Поселение быстро развивалось, 31 июля 1856 года ему (первому в Новой Зеландии) был официально присвоен статус города, а в 1863 году в нём была открыта первая в стране железная дорога с пассажирским сообщением Ferrymead Railway, которая действует до сих пор.
Днём 22 февраля 2011 года в городе произошло сильное землетрясение. Количество погибших достигло 185 человек. Это землетрясение стало сильнейшим с 1931 года. На восстановление города новозеландским правительством планировалось выделить 14 миллиардов долларов.
15 марта 2019 года в мечети Аль-Нур и Исламском центре Линвуд произошла массовая стрельба. Террорист вошёл в две мечети, расположенные по соседству, сразу после пятничной молитвы и открыл стрельбу. Это первое массовое убийство в Новой Зеландии после резни в Рауриму 1997 года. Власти страны назвали этот инцидент терактом. Погиб 51 человек. По обвинению в нападении были арестованы четыре человека ультраправых взглядов: трое мужчин, один из которых был идентифицирован как 28-летний гражданин Австралии Брентон Таррант. Стрелявший вёл трансляцию массового убийства.

## География и климат

### Географические сведения
Город расположен в центре восточного побережья Южного острова, на Кентерберийской равнине, у места впадения рек Эйвон и Хиткот в залив Пегас. С юга Крайстчерч ограничен грядой вулканического происхождения Порт-Хилс, с севера — рекой Ваймакарири.
Крайстчерч входит в одну из восьми пар городов-антиподов в мире, его антиподом[уточнить] является галисийский город Ла-Корунья.
Город является одним из лучших в мире по качеству водопроводной воды, которая доставляется сюда по длинному водоводу непосредственно с экологически чистых склонов Южных Альп.

### Климат
В Крайстчерче и прилегающих к нему районах умеренный морской климат с температурами воздуха в летний период (декабрь — февраль) от +15 °C до + 25 °C и температурами воздуха в зимний период (июнь — август) от +5 °C до +15 °C . В ночное время зимой температура воздуха может опускаться ниже 0 °C. В связи с особенностями расположения города в зимний период в городе заметно увеличивается общий фон загрязнения воздуха, который хотя и не сравним с подобными проблемами крупных индустриальных городов других стран, но тем не менее значительно выше, чем в других городах Новой Зеландии.
| Показатель                    | Янв. | Фев. | Март | Апр. | Май  | Июнь | Июль | Авг. | Сен. | Окт. | Нояб. | Дек. | Год  |
| ----------------------------- | ---- | ---- | ---- | ---- | ---- | ---- | ---- | ---- | ---- | ---- | ----- | ---- | ---- |
| Средний суточный максимум, °C | 22,3 | 21,8 | 20,1 | 17,4 | 14,0 | 11,3 | 10,7 | 12,1 | 14,5 | 17,1 | 19,1  | 21,0 | 16,8 |
| Средняя температура, °C       | 17,2 | 16,7 | 15,2 | 12,2 | 8,8  | 6,2  | 5,8  | 7,1  | 9,4  | 11,8 | 13,9  | 15,9 | 11,7 |
| Средний суточный минимум, °C  | 12,1 | 11,6 | 10,3 | 6,9  | 3,7  | 1,0  | 0,8  | 2,1  | 4,3  | 6,5  | 8,6   | 10,8 | 6,6  |
| Норма осадков, мм             | 46   | 42   | 58   | 53   | 58   | 51   | 68   | 60   | 41   | 44   | 50    | 45   | 615  |
| Источник: World Climate       |      |      |      |      |      |      |      |      |      |      |       |      |      |

## Население

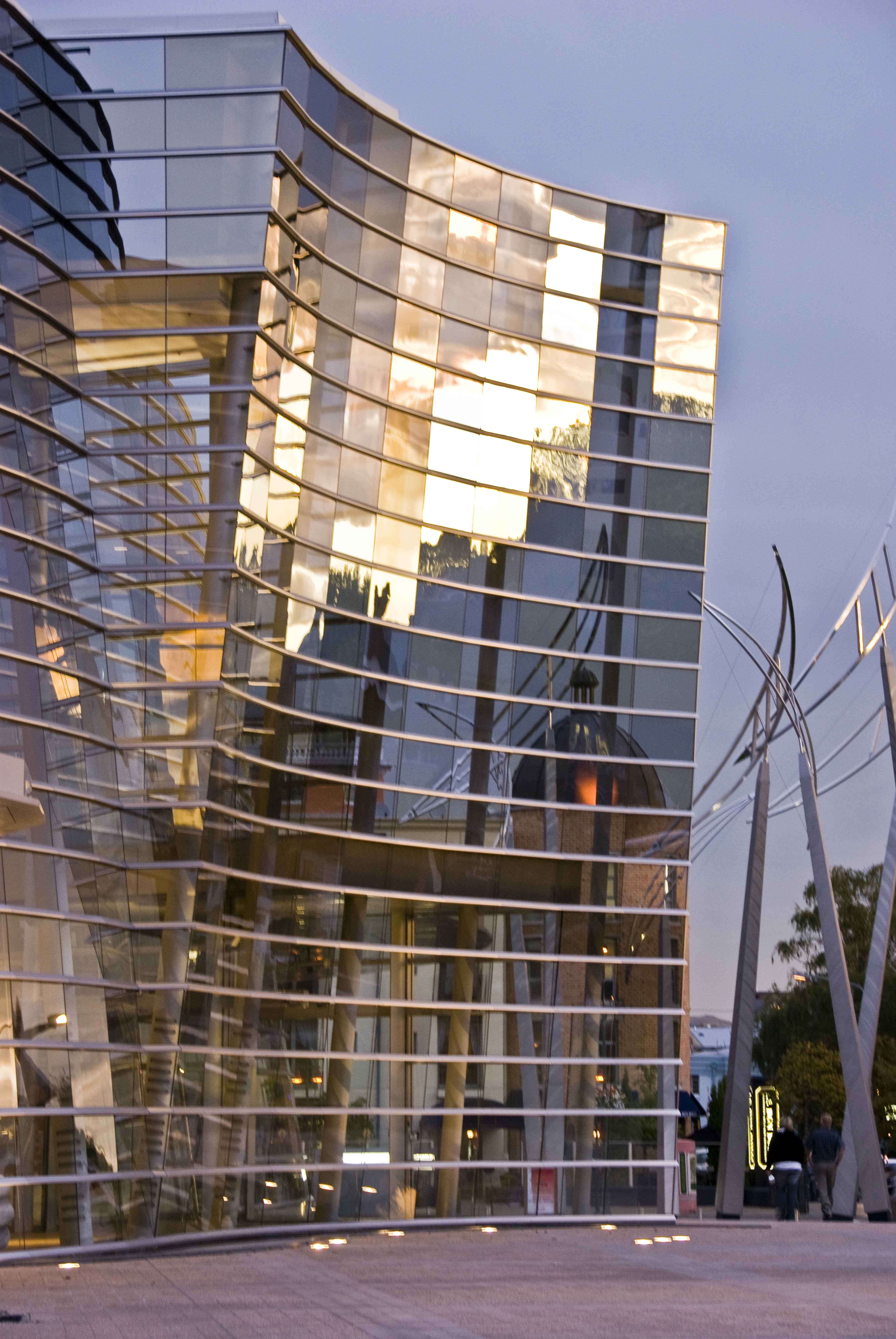
Художественная галерея Крайстчерча

По данным новозеландского Управления статистики население Крайстчерча в 2013 году составляло 341 тыс. человек, агломерации — 379 тыс., что делает его крупнейшим городом Южного острова и вторым (после Окленда) в стране, при этом агломерация Крайстчерча является третьей (после Окленда и Веллингтона).
Расово-этнический состав населения:
- белые — 75,4 % (в 2001 — 89,8 %)
- азиаты — 7,9 %
- маори — 7,6 %
- полинезийцы — 2,8 % (в том числе около 1/2 — самоанцы)

86 % горожан родным языком указывали английский язык.

## Экономика

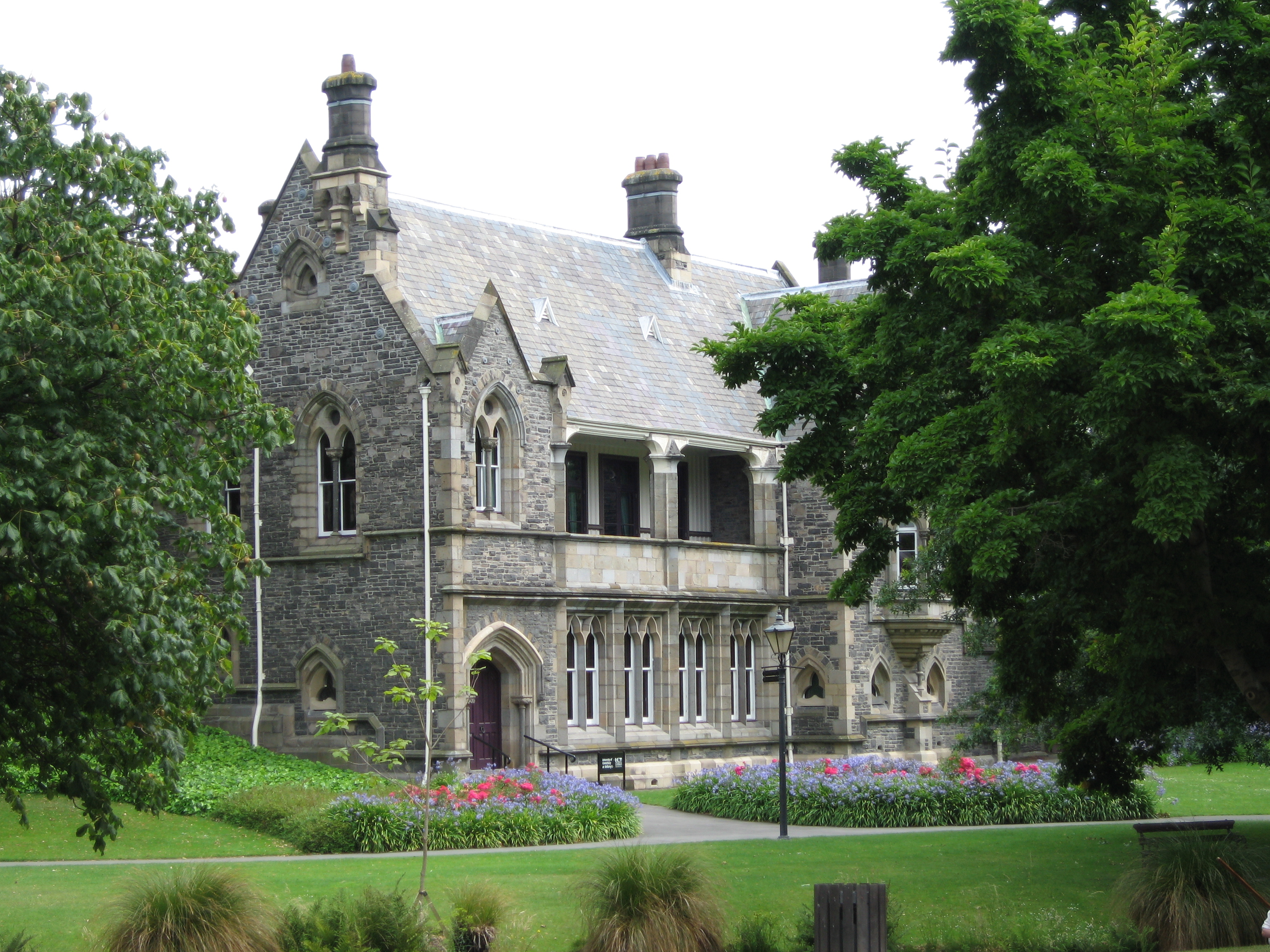
Провинциальный совет Кентербери

Основными отраслями экономики города и региона являются сельское хозяйство, пищевая промышленность и туризм. В последние годы в городе стали активно развиваться предприятия высокотехнологических и наукоёмких отраслей, в том числе биотехнологий и разработки программного обеспечения. Одной из причин этому служит наличие в городе трёх университетов (Университет Кентербери, Университет Линкольна, Медицинская школа Университета Отаго).
В городе размещены штаб-квартиры таких крупных (по новозеландским меркам) компаний, как PGG Wrightson (сельское хозяйство, биотехнологии), Tait Electronics (электроника) и Jade (программное обеспечение).
В первой половине XX века Крайстчерч был одним двух основных промышленных центров Новой Зеландии (наряду с Оклендом), в городе работало множество предприятий текстильной, обувной и металлургической промышленности, но к концу 1990-х практически все они были перенесены в Китай и страны ЮВА.

## Транспорт
Крайстчерч обслуживается международным аэропортом (IATA: CHC, ICAO: NZCH) с пассажирооборотом 5,56 млн человек в год (2013, второй в стране после аэропорта Окленда). Регулярные авиарейсы выполняются во все основные города Новой Зеландии, а также в Брисбен, Перт, Сидней, Бангкок, Сингапур, Нанди, Мельбурн, Дубай, Голд-Кост и Токио.
Морской порт, расположенный в городе-спутнике Литтелтон является вторым в стране (после оклендского порта) по грузообороту и количеству круизных пассажиров.
Общественный транспорт представлен сетью автобусных маршрутов Metro и одной трамвайной линией в центре города, используемой в основном туристами.

## Землетрясения
См. тж. Список крупных бедствий Новой Зеландии
- 4 сентября 2010 город пострадал от разрушительного землетрясения магнитудой 7,0.
- 22 февраля 2011 года произошло ещё одно землетрясение магнитудой 6,3. Землетрясение сопровождалось большими разрушениями и большим количеством жертв.
- 13 июня 2011 года в 6.20 (по мск) землетрясение магнитудой 6,0. Эпицентр землетрясения находился в 13 км от города, гипоцентр на глубине 9 км. Пострадали более 40 человек[13].

## Достопримечательности
В центре города расположено множество памятников архитектуры: Собор Святого Причастия, Кафедральный собор, городская ратуша и другие.

## Города-побратимы
- Аделаида, Австралия
- Ланьчжоу, Китай
- Ухань, Китай
- Сиэтл, США
- Курасики, Япония
- Крайстчерч, Англия
- Сонгпа-Гу[англ.], Южная Корея

## Ежегодные мероприятия
- Christchurch Writers Festival — фестиваль, посвящённый писателям Новой Зеландии
- Премия Найо Марш — литературная премия имени Найо Марш, церемония награждения ежегодно проходит в Крайстчерче
- Christchurch Arts Festival — фестиваль, посвящённый искусству

## Известные уроженцы
Родившиеся в Крайстчерче

## В искусстве
- В Крайстчерче разворачивается действие фильма Небесные создания.